# Веласкес, Хосе Мануэль (венесуэльский футболист)
Хосе Мануэль (Сема) Веласкес Родригес (исп. Jose Manuel "Sema" Velazquez Rodriguez; 8 сентября 1990, Сьюдад-Боливар) — венесуэльский футбольный защитник, игрок португальского клуба «Санта-Клара» и сборной Венесуэлы.

## Карьера

### В клубах
Веласкес дебютировал в большом футболе в сезоне 2007/08, выступая за клуб-дебютант венесуэльской Примеры «Депортиво Лара». Сезон 2008/09 он начал уже в составе «Депортиво Ансоатеги», получившего по итогам прошлого сезона право выступать в Кубке Либертадорес. С «Депортиво Ансоатеги» Веласкес стал обладателем Кубка Венесуэлы 2008 года.
С сезона 2009/10 Веласкес принадлежал второй команде испанского «Вильярреала», но лишь однажды попал в их расширенную заявку на матч, так и не выйдя на поле. В сезонах 2010/11 и 2011/12 он снова выступал в венесуэльской Примере, будучи в аренде в клубе «Минерос Гуаяна». В составе «Минерос» он выиграл свой второй Кубок Венесуэлы.
Перед сезоном 2012/13 по свободному трансферу перешёл в греческий «Панатинаикос», с которым дебютировал в Лиге чемпионов и Лиге Европе. С сезона 2013/14 выведен из основной команды.
В 2014 году вернулся в «Минерос». С сезона 2015/16 выступал в чемпионате Португалии за «Ароку», провёл в команде два сезона. После вылета «Ароки» во второй дивизион летом 2017 года перешёл в мексиканский «Веракрус».

### В сборных
Веласкес выступал за сборную Венесуэлы для игроков до 15 лет. В составе молодёжной сборной участвовал в домашнем для себя чемпионате Южной Америки 2009 года, где команда финишировала четвёртой, а сам Сема отметился голом в ворота Уругвая. Континентальный успех позволил венесуэльцам принять участие в молодёжном чемпионате мира 2009 года в Египте, где команда дошла до 1/8 финала. На мировом первенстве Веласкес, отыграв все матчи без замен, также забил гол в матче группового этапа против Таити.
28 марта 2009 года дебютировал в первой сборной страны, отыграв полный матч против сборной Аргентины в рамках отборочного турнира к чемпионату мира 2010 года, который был проигран со счётом 0:4.
Первый гол в составе сборной Веласкес забил 13 мая 2009 года в товарищеской встрече с Коста-Рикой.

## Достижения

### Командные
Как игрока сборных Венесуэлы:
- Чемпионат мира среди молодёжных команд:
  - Участник: 2009
- Чемпионат Южной Америки среди молодёжных команд:
  - Участник: 2009

Как игрока «Депортиво Ансоатеги»:
- Кубок Венесуэлы:
  - Победитель: 2008

Как игрока «Минерос Гуаяна»:
- Чемпионат Венесуэлы:
  - Второе место: 2011/12 (клаусура), 2014/15 (клаусура)
- Кубок Венесуэлы:
  - Победитель: 2011

Как игрока «Панатинаикоса»:
- Кубок Греции:
  - Победитель: 2014